# Мао (игрок в пляжный футбол)
Дженилсон Бриту Родригес (порт. Jenílson Brito Rodrigues; более известный как Мао; род. 6 декабря 1978, Витория) — бразильский игрок в пляжный футбол, вратарь. Выступал за сборную Бразилии. Пятикратный чемпион мира (2006, 2007, 2008, 2009, 2017), признавался лучшим игроком мундиаля 2009 года. Рекордсмен по количеству проведённых матчей за Бразилию и числу матчей (52) на чемпионатах мира под эгидой ФИФА.

## Биография
Мао вырос в бедной семье, поэтому для посещений футбольных тренировок он одалживал велосипед у своего друга, а также приобрёл поддержанные перчатки и ботинки. Со временем он переключился на мини-футбол.
В пляжный футбол Мао пришёл в 2000 году в возрасте 21 года, начав играть в своём родном штате Эспириту-Санту. В 2003 году для повышения своего профессионализма он переехал в Рио-де-Жанейро, где тренировался в команде по под руководством Александре Соареса. Вызов в стан сборной Бразилии он впервые получил в 2004 году в возрасте 25 лет. Поначалу он был вызван как сменщик Робертиньо и Пьера. Накануне чемпионата мира 2004 года его включили в шорт-лист сборной из 15 человек, но в итоге стал одним из трех футболистов, не вошедших в окончательную заявку. Спустя год он вновь попал в шорт-лист для участия в чемпионата мира 2005 года, но снова был исключен из числа 12 кандидатов, поехавших на мундиаль. Летом 2005 года Александре Соареш стал новым главным тренером Бразилии и внес серьёзные изменения в состав, исключив из неё таких ветеранов команды как Робертиньо и отдав предпочтение Мао. Свой первый первый чемпионат мира Мао провёл на турнире 2006 году, завершившегося победой Бразилии. С этого момента он стал был главным вратарём Бразилии, выиграв ещё три чемпионата мира подряд в 2007, 2008 и 2009 годах.

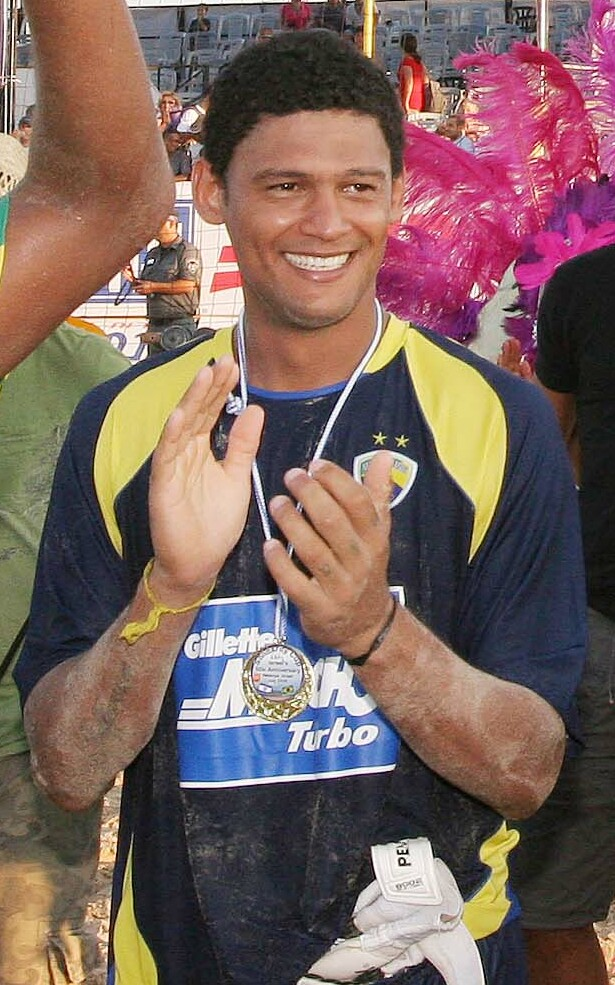
Мао в 2008 году

На турнире 2009 года в Дубае Мао провёл свой сотый матч за Бразилию в рамках группового этапа против Бахрейна, а по итогам мундиаля был признан лучшим вратарём чемпионата, получив «золотую перчатка». В августе 2011 года он отыграл 150 матчей за сборную в игре против Чили на отборочном турнире к чемпионату мира. 200-ю игру за Бразилию провёл на чемпионате мира 2013 года против Сенегала (8:3).
В 2014 году Мао заявил, что стал жертвой расистских оскорблений со стороны одного уругвайского игрока в матче Южноамериканских пляжных играх, завершившегося победой Бразилии со счётом 9:3.
250-й матч Мао за «жёлто-зелёных» состоялся в январе 2016 года на Южноамериканском кубке. В мае 2017 года Мао в пятый раз стал чемпионом мира, победив на турнире на Багамах. Позже в ноябре этого же года он стал третьим бразильским игроком, сыгравшим 300 матчей за сборную, отстояв в матче против Ирана в полуфинале Межконтинентального кубка. По итогам 2017 год он включён в сборную мира на церемонии награждения «Звёзд пляжного футбола».
Мао принадлежит рекорд по наибольшему количеству матчей за сборную среди всех бразильцев. Он сумел сыграть больше чем Бенжамин, который имеет в своём активе 339 игр. Отметку в 350 матчей за сборную Мао установил во встрече с Португалией (9:7) на чемпионате мира 2019 года. Несколько дней спустя он стал первым футболистов, сыгравшим 50 матчей на чемпионатах мира по пляжному футболу, выйдя на поле в четвертьфинале против России. По ходу игры Мао отметился голом, но Бразилия в конечном итоге проиграла и вылетела из турнира. Несмотря на это Мао объявил о своём намерении продолжать играть до 2023 года. В октябре 2023 год он сыграл на Мундиалито, однако спустя несколько месяцев 45-летнего вратаря не включили в заявку на чемпионат мира 2024 года. Таким образом он не сыграл на мундиале впервые за 19 лет.

## Личная жизнь
По собственным словам прозвище Мао часто ошибочно воспринимают как полученное им из-за его игры на позиции вратаря (мао в переводе с португальского означает «рука»). На самом деле ещё будучи ребёнком он не мог выговорить слово брат на португальском «irmão», а произносил лишь вторую часть слова «mão», что и привело к появлению прозвища.
Будучи подростком, он обнаружил своего отца- алкоголика мёртвым на свалке недалеко от своего дома. Увиденное укрепило его в важности осуществления собственной мечты стать футболистом. Тем не менее мать не разделяла его увлечения, за что неоднократно избивала его.
Воспитывает четверых детей. Сам Мао описывает свою жизнь так: «церковь, дом и тренировки. Я не хожу в клубы, не пью, не курю и сосредоточен на семье. Я каждый день прошу Бога помогать мне».
Мао имеет несколько степеней в области физического воспитания. По состоянию на 2023 год работал в университете и продолжал учиться аспирантуре.

## Политика
Мао дважды баллотировался в качестве кандидата на пост ратмана в своём родном городе Серра. На муниципальных выборах 2016 года он шёл как член Бразильской социал-демократической партии, а 2020 году — как член «Солидарности». Оба раза он избран не был. В 2016 году он получил 429 голосов, а в 2020 году — 750.

## Статистика

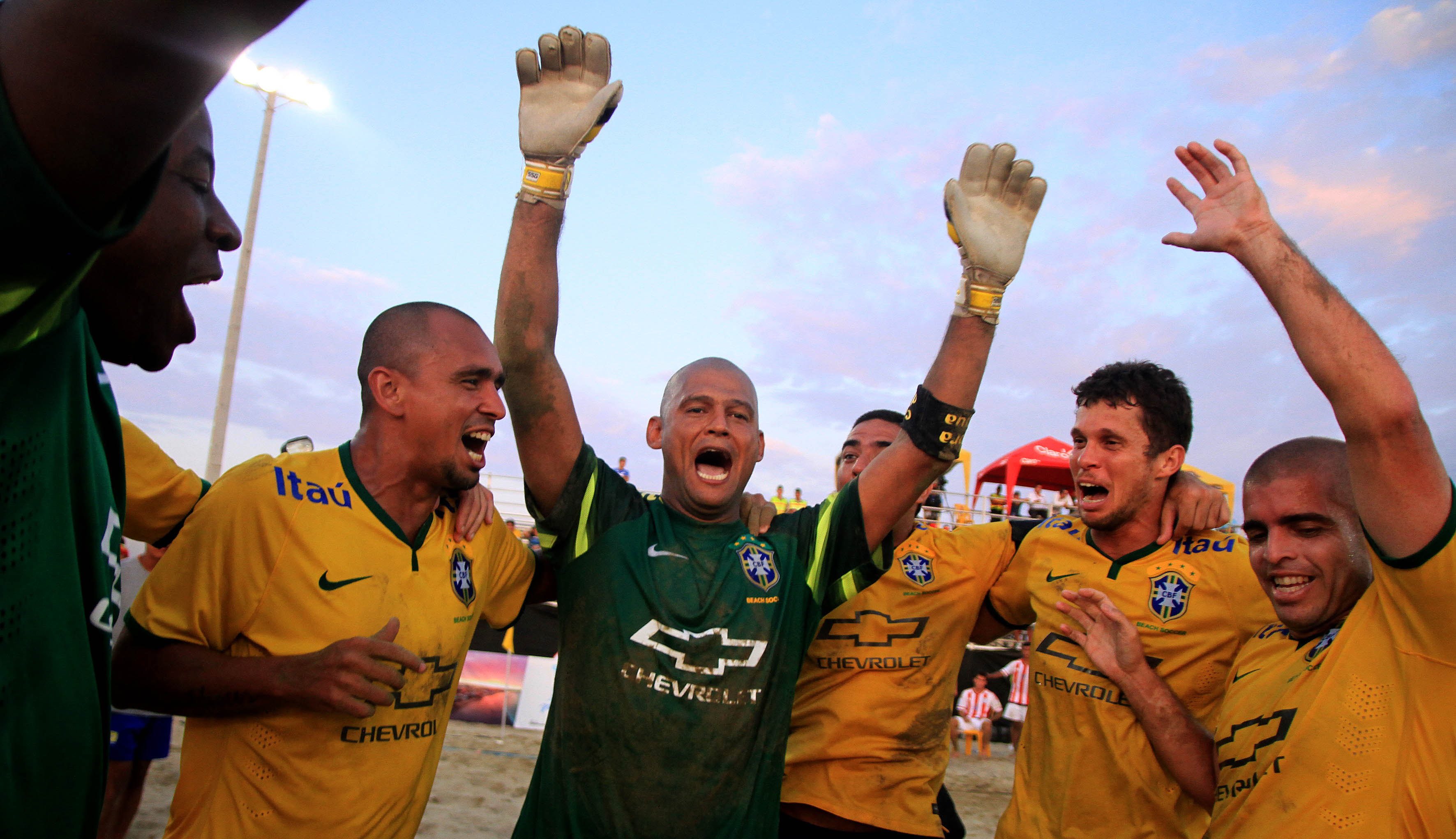
Мао вместе со своими товарищами по команде празднует победу в отборочном матче ЧМ-2015.

| Турнир                             | Год   | Матчи | Голы | Ист.  |
| ---------------------------------- | ----- | ----- | ---- | ----- |
| Чемпионат мира по пляжному футболу | 2006  | 6     | 0    |       |
| Чемпионат мира по пляжному футболу | 2007  | 6     | 0    |       |
| Чемпионат мира по пляжному футболу | 2008  | 6     | 0    |       |
| Чемпионат мира по пляжному футболу | 2009  | 6     | 0    |       |
| Чемпионат мира по пляжному футболу | 2011  | 6     | 0    |       |
| Чемпионат мира по пляжному футболу | 2013  | 6     | 0    |       |
| Чемпионат мира по пляжному футболу | 2015  | 4     | 1    |       |
| Чемпионат мира по пляжному футболу | 2017  | 6     | 1    |       |
| Чемпионат мира по пляжному футболу | 2019  | 4     | 1    |       |
| Чемпионат мира по пляжному футболу | 2021  | 2     | 0    | [ 1 ] |
| Всего                              | Всего | 52    | 3    | —     |

## Достижения
| - Чемпионат мира по пляжному футболу - Победитель: 2006, 2007, 2008, 2009, 2017 - Всемирные пляжные игры - Победитель: 2019 - Межконтинентальный кубок - Победитель: 2014, 2016, 2017 - Мундиалито - Победитель: 2005, 2006, 2007, 2010, 2011, 2016, 2017 - Кубок Америки - Победитель: 2016, 2018 - Южноамериканские пляжные игры - Победитель: 2009, 2011, 2014, 2019 - Южноамериканская лига пляжного футбола - Победитель: 2017, 2018, 2019 - Латинский кубок - Победитель: 2005, 2006, 2009 | - Чемпионат мира: - Лучший вратарь: 2009 - Звёзды пляжного футбола: - Топ-3 лучших вратарей: 2017, 2018, 2019 - Сборная мира: 2017 - Межконтинентальный кубок: - Лучший игрок: 2014 - Лучший вратарь: 2011, 2014, 2017 - Кубок Америки: - Лучший вратарь : 2016 - Мундиалито: - Лучший вратарь: 2008, 2009, 2017 - Латинский кубок: - Лучший вратарь: 2009, 2011 - Клубный Мундиалито: - Лучший игрок: 2013 - Лучший вратарь: 2013 |